# Incydent mukdeński
Incydent mukdeński, incydent mandżurski lub incydent 18 września – japońska prowokacja, będąca pretekstem dla aneksji chińskiej Mandżurii przez Japonię. Odpowiedzialna za tę prowokację była japońska Armia Kwantuńska pod dowództwem Shigeru Honjō. 18 września 1931 roku wysadziła ona w powietrze odcinek należącej do Japonii Kolei Południowomandżurskiej i oskarżyła o ten sabotaż Chiny. Zdarzenie to porównywane jest z pożarem Reichstagu z 27 lutego 1933 roku.

## Preludium

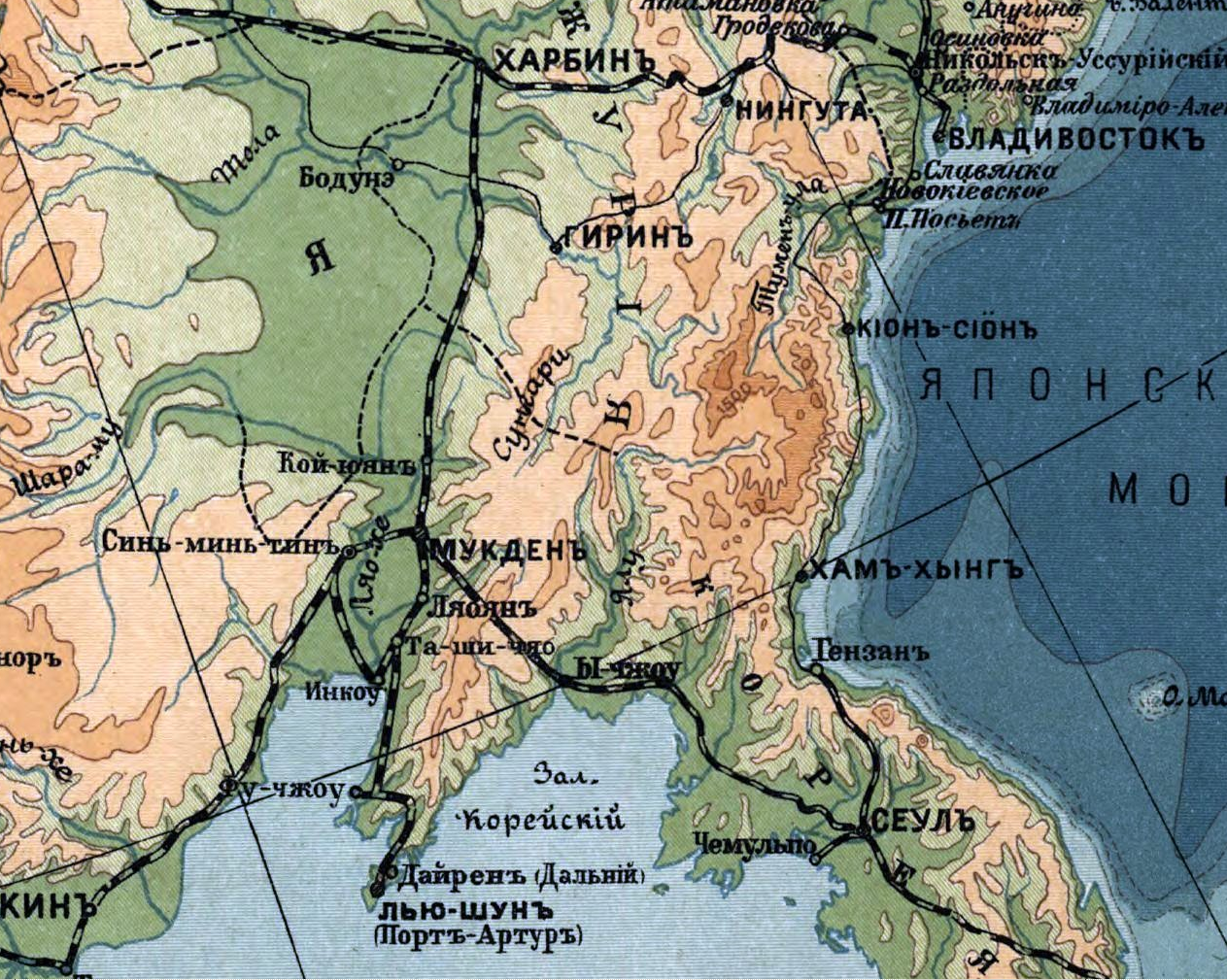
Kolej Południowomandżurska i Mukden

Po zakończeniu wojny rosyjsko-japońskiej (prowadzonej w latach 1904-1905), Japonia przejęła po Rosji wpływy w Mandżurii. Zyskała tym samym fragment tamtejszej linii kolejowej. Stacjonujące tam wojska japońskie były niezależne od cywilnego rządu, jak i od swojego dowództwa w Tokio. W 1910 roku Cesarstwo Japonii zajęło ostatecznie całą Koreę i dążyło do dalszej ekspansji na kontynencie. W Japonii rozważano, czy należałoby zająć zbrojnie sąsiednie Chiny, czy może umocnić tam wpływy ekonomiczne, co mogłoby uzależnić oba kraje od siebie i pozwoliłoby na zażegnanie ewentualnego konfliktu zbrojnego. Poza tym rząd japoński dążył do rozpadu politycznego Chin, gdyż stosunki dyplomatyczne z poszczególnymi stronnictwami chińskimi, będącymi ze sobą w konflikcie, byłyby dla Japonii łatwiejsze i bardziej korzystne. Przykładem mieszania się w sprawy Republiki Chińskiej była interwencja w 1928 roku (tzw. ekspedycja północna), czyli próba pozbawienia przez partię Kuomintangu władzy lokalnych watażków i zjednoczenia kraju pod rządami tejże partii.
Przywódca Kuomintangu, Czang Kaj-szek, wdał się w 1927 roku w konflikt z komunistycznymi oddziałami Mao Zedonga, a w 1930 roku musiał jeszcze toczyć walki z byłymi sojusznikami, którzy pomogli mu wcześniej w jednoczeniu państwa. Konflikty wewnętrzne Chin połączone z pasywną polityką nieinterwencji w przypadku zagrożenia z zewnątrz dały Armii Kwantuńskiej dogodną sytuację do przeprowadzenia akcji, zmierzającej do przejęcia kontroli nad Mandżurią. Mandżuria była ważnym źródłem surowców, rynkiem zbytu, a także obszarem, dzięki któremu można byłoby rozwiązać problem przeludnienia Japonii.
Celem oficerów Armii Kwantuńskiej było znalezienie dogodnego pretekstu, w oparciu o który siły japońskie mogłyby wkroczyć na terytorium Mandżurii oraz zastąpić tamtejsze władze chińskie kontrolowanym przez Japończyków rządem marionetkowym. Postanowiono, że przeprowadzi się sabotaż na odcinku linii kolejowej koło jeziora Liutiao. W rzeczywistości miejsce to nie miało wielkiego znaczenia strategicznego zarówno dla wojsk chińskich, jak i japońskich. Niedaleko tego miejsca stacjonował jednak garnizon chińskiej armii rządowej, którym dowodził „młodszy marszałek” Zhang Xueliang. Plan zakładał, że za eksplozje obwini się właśnie stacjonujących tam żołnierzy. Armia Kwantuńska, której zadaniem była ochrona Kolei Południowomandżurskiej, mogłaby w ramach akcji odwetowej zająć Mandżurię siłą.

## Incydent

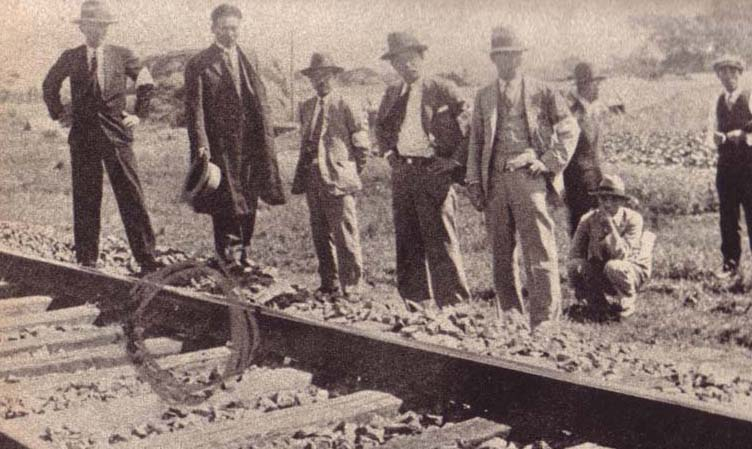
Japońscy eksperci badają miejsce wybuchu, 1931

18 września 1931 roku ok. godziny 21:00 w pobliżu koszar zatrzymał się pociąg z czterema wagonami. Mimo że to zdarzenie wydawało się podejrzane, zlekceważono je. O godzinie 22:20 rozległ się potężny wybuch i słychać było odgłosy strzelaniny. Japoński oddział, który patrolował właśnie tę okolicę, poszedł sprawdzić, co się stało. Gdy patrol ten przybył na miejsce zdarzenia, został ostrzelany. Japończycy twierdzili później, że odpowiedzialnymi za strzelaninę oraz wybuch, który zniszczył część torów kolejowych, są chińscy żołnierze. W rzeczywistości za tą dywersją stali japońscy oficerowie: m.in. pułkownik Seishirō Itagaki i podpułkownik Kanji Ishiwara.

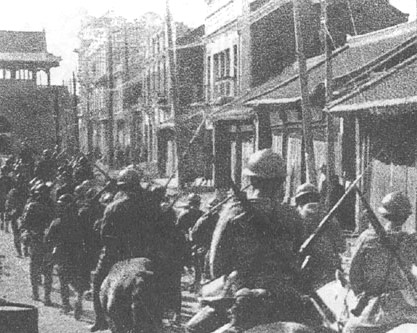
Wkroczenie Japończyków do Mukdenu, 1931

Około godziny 23:30 japońscy żołnierze zaatakowali chiński garnizon. Japończycy dysponowali większą siłą ognia – ostrzeliwali koszary nawet z artylerii. Zaskoczeni atakiem chińscy żołnierze zaczęli się wycofywać. Nie napotkawszy większego oporu, inny oddział japoński zaczął szturmować Mukden. Nazajutrz przejęto pełną kontrolę nad miastem wraz ze znajdującymi się tam lotniskiem i arsenałem. Japończycy zdobyli je dzięki wykorzystaniu ciężkiej artylerii, jaką sprowadzono potajemnie. Po Mukdenie zdobyto również miasta Changchun oraz Dandong. Japończycy planowali następnie zająć Jilin (na wschód od Changchun), by połączyć się z japońską Armią Korei.
Cesarski Sztab Generalny (Sanbō-honbu) zareagował, dopiero gdy Armia Kwantuńska chciała uderzyć na Harbin. Sztab nie pozwolił na zajęcie tego miasta, gdyż obawiano się reakcji ZSRR. Jednak Sowieci postanowili, że nie będą mieszać się w incydent, jeśli tylko armia japońska zagwarantuje im nienaruszalność radzieckich interesów na Kolei Wschodniochińskiej. Wszędzie tam, gdzie wybuchały walki, zaskoczone wojska chińskie oraz chińskie władze nie umiały zapobiec dalszemu pochodowi wojsk japońskich. Dopiero gdy Japończycy doszli do linii rzeki Nen Jiang, chińska armia stawiła zaciekły opór. Od 25 stycznia do 4 lutego 1932 roku trwało oblężenie Harbinu. Do zdobycia miasta, mimo braku zgody sowieckiej, wykorzystano Kolej Wschodniochińską do przerzucenia wojsk. Dzięki temu Kolej Wschodniochińska znalazła się praktycznie w rękach Japończyków. Mimo starań wojsk chińskich, Armii Kwantuńskiej udało się zająć trzy chińskie prowincje bez większego trudu.

## Następstwa incydentu mukdeńskiego

Japonia, Mandżukuo i Chiny

Incydent zakończył politykę otwartych drzwi wobec Chin. Zarówno chińska, jak i światowa, opinia publiczna ostro potępiły Japonię za ten akt zbrojny. Amerykański sekretarz stanu Henry Stimson przekazał 7 stycznia 1932 roku rządowi Japonii oświadczenie potępiające zbrojne wtargnięcie i mieszanie się w wewnętrzne sprawy Chin (doktryna Stimsona). USA, głosiła nota, nie zamierzają uznać żadnej sytuacji, traktatu lub umowy sprzecznych z umowami i zobowiązaniami wynikającymi z paktu z 27 sierpnia 1928, którego Chiny i Japonia, a także Stany Zjednoczone, są stronami.
Zgromadzenie Ligi Narodów 11 marca 1932 uchwaliło rezolucję, uznającą sprzeczność zbrojnej akcji Japonii w Mandżurii i północnych Chinach z artykułem 10 Traktatu Wersalskiego nakazującym pokojowe rozwiązywanie zatargów. 
Rada Ligi Narodów powołała specjalną komisję do zbadania sprawy. Na czele stanął Victor Lytton (Wielka Brytania), w składzie: generał major Frank Ross McCoy (USA), dr. Heinrich Schnee (Niemcy), hr. Aldrovandi-Marescotti (Włochy) i generał Henri Claudel (Francja). Komisja ukończyła raport 4 września 1932, ogłoszono go 2 października. Raport uznawał Mandżurię za część Chin, proponował zapewnienie jej autonomii, wycofanie wojsk japońskich i ochronę interesów Japonii w drodze porozumienia obu państw. 24 lutego 1933 roku na nadzwyczajnej sesji Zgromadzenia Ligi uchwalono rezolucję zgodną z tezami raportu. Odpowiedzią było wystąpienie Cesarstwa Japonii z Ligi Narodów 27 marca 1933. Było to pierwszą wyraźną porażką Ligi jako strażniczki pokoju międzynarodowego (kolejną była wojna włosko-abisyńska 1935-1936).
9 marca 1932 roku Japończycy ustanowili marionetkowe państwo Mandżukuo, którego powierzchnia wynosiła w szczytowym okresie 1,4 mln km². W marcu 1934 przemianowano Mandżurię na Wielkie Cesarstwo Mandżurii, osadzając na tronie ostatniego cesarza z dynastii mandżurskiej – Puyi. W rzeczywistości nie posiadał on realnej władzy, gdyż państwem zarządzali japońscy wojskowi. Mandżukuo stało się nieuznawaną przez Chiny japońską kolonią.
W 1937 roku, po kolejnej prowokacji (→incydent na moście Marco Polo) wybuchła trwająca osiem lat II wojna chińsko-japońska.